# BC Mureș
O Baschet Club Mureş é um clube profissional de basquetebol situado na cidade de Târgu Mureș, Mureș, Roménia que disputa atualmente a Liga Romena e a Copa Europeia.